# Huevo de Colón (Sevilla)
Nacimiento de Un Hombre Nuevo, conocido popularmente como El Huevo de Colón, es una gran escultura situada en el parque de San Jerónimo, del barrio del mismo nombre de Sevilla (Andalucía, España). Fue realizada por el escultor ruso-georgiano Zurab Tsereteli. Se inauguró en 1995.

## Historia
El parque tiene su origen en los viveros que se colocaron en este lugar para abastecer de plantas a la Expo 92 y para aclimatar las plantas que llegaban de todo el planeta con destino a la muestra. Tras finalizar la exposición, se arregló como parque, con una superficie de unos 148 000 m².
Es la mayor escultura de bronce que hay en España, con una altura de 32 metros dentro de un huevo de 45 metros de altura. Es obra del escultor ruso de origen georgiano Zurab Tsereteli. Fue una donación del Ayuntamiento de Moscú a la ciudad de Sevilla.
El conjunto llegó por mar hasta la ciudad de Santurce, desde donde fue trasladada por carretera hasta Sevilla en siete camiones tipo tráiler y dos vehículos especiales para las piezas de mayores dimensiones.
El 9 de octubre de 1995 la alcaldesa Soledad Becerril le otorgó el título de Hija Adoptiva de la Ciudad a la infanta Elena. Tras la imposición del título, en la plaza de San Francisco, los duques de Lugo, Elena de Borbón y Jaime de Marichalar, se trasladaron al Parque de San Jerónimo para inaugurar este monumento a Colón.
El conjunto, titulado Nacimiento de Un Hombre Nuevo, es conocido popularmente por su aspecto con el nombre de El Huevo de Colón. El conjunto representa un gran huevo formado por las velas de las naves del almirante, en cuyo interior, se sitúa una estatua de Cristóbal Colón, el cual sostiene un mapa desenrollado desde una mano a otra, y sobre el cual, se disponen las tres carabelas.
Tras un accidentado montaje, y retrasos en su recepción e inauguración, sufrió inicialmente el expolio,  vandalismo, e incluso,  del robo de las planchas de bronce que forman el huevo. Estos daños, fueron reparados a partir de febrero de 2000, permaneciendo la obra en el mismo emplazamiento, siendo de nuevo fuertemente vandalizado con la desaparición de las planchas de bronce del que cubren por dentro el huevo hasta la altura de la cintura de la estatua. En marzo de 2021 la policía nacional abrió una investigación ante la denuncia presentada por el ayuntamiento de Sevilla por los continuos robos de planchas de bronce del monumento.
A finales de abril de 2021, fueron detenidos cuatro individuos, dos chatarreros portugueses, uno de Sevilla y el autor material de los robos, por la sustracción de las planchas de bronce de la estatua y se recuperaron en dos chatarrerías (una en Sevilla y otra en São Brás de Alportel) un total de 42 planchas de bronce con un peso total de 503 kg, que es una pequeña parte del total expoliado.

## En la Unesco
En 1992 Zurab Tseretli realizó esta escultura a una escala de 160 x 112 x 90  cm y la entregó a la Unesco con motivo de su nombramiento como Embajador de Buena Voluntad en septiembre de 1994. Se encuentra en la sede de la organización. En 2005, con motivo del 60 Aniversario de la Unesco, Rusia sacó un sello con la imagen de esta escultura.

## Galería

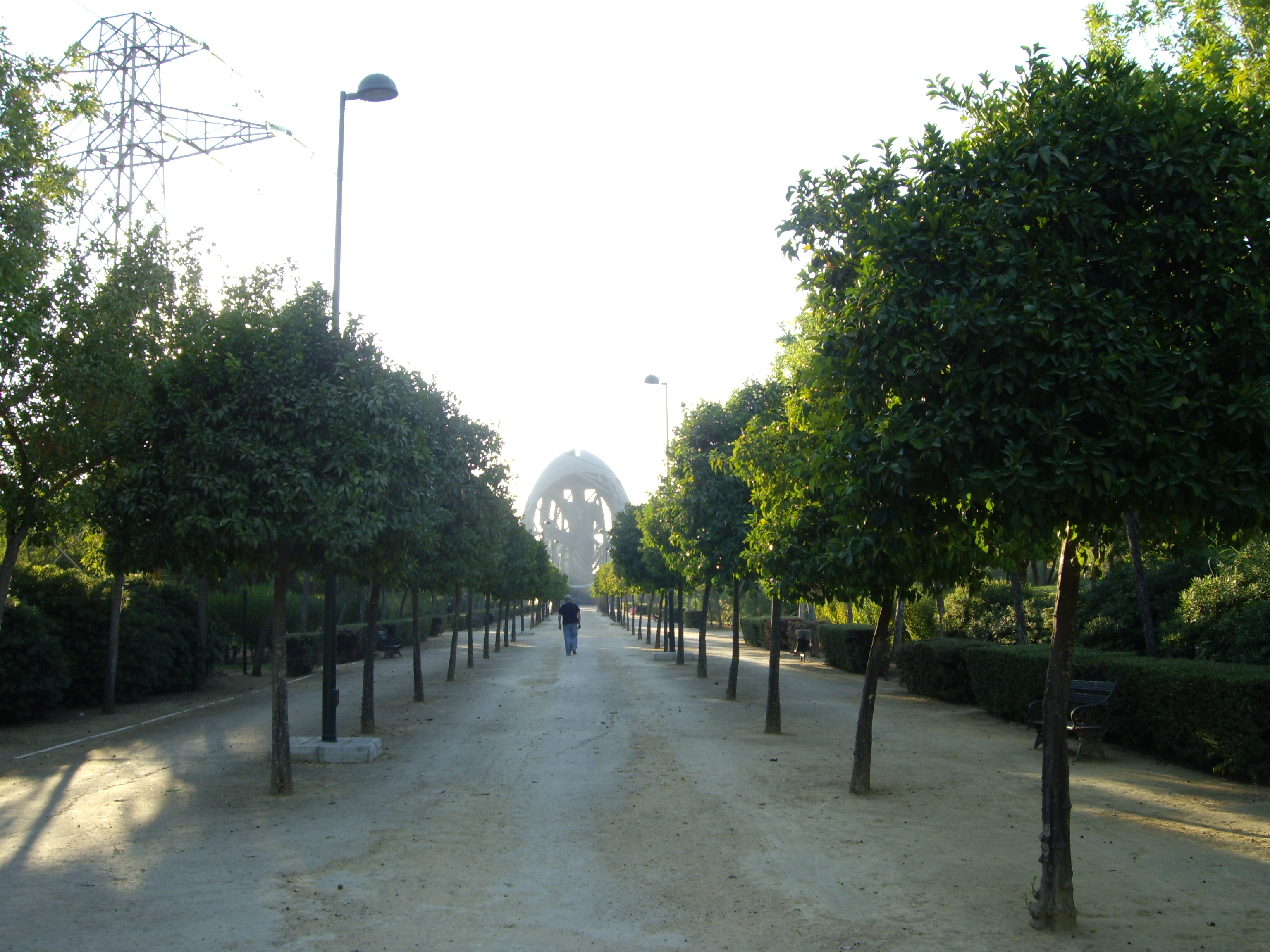
El Huevo de Colón en el Parque de San Jerónimo de Sevilla.
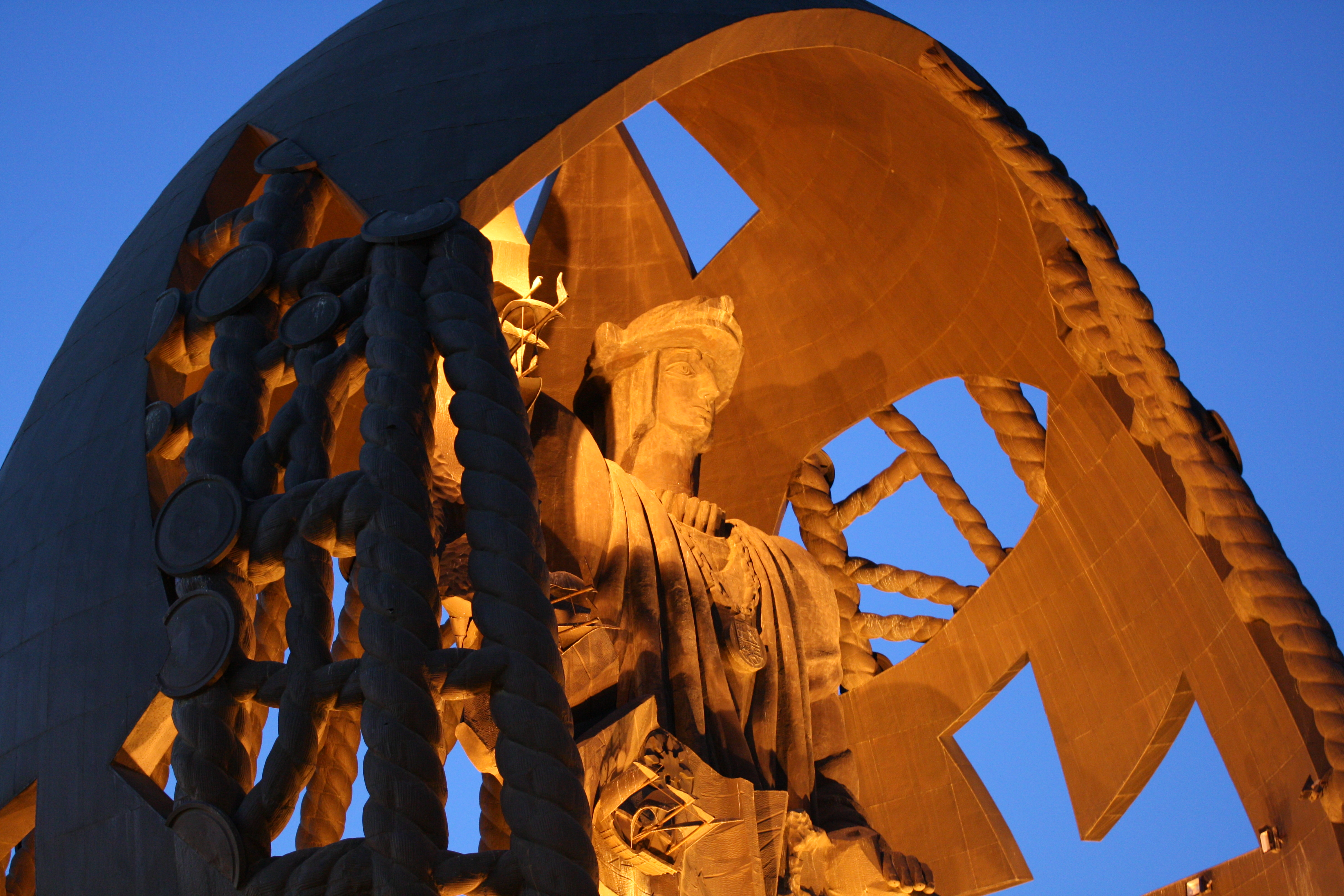
El Huevo de Colón.
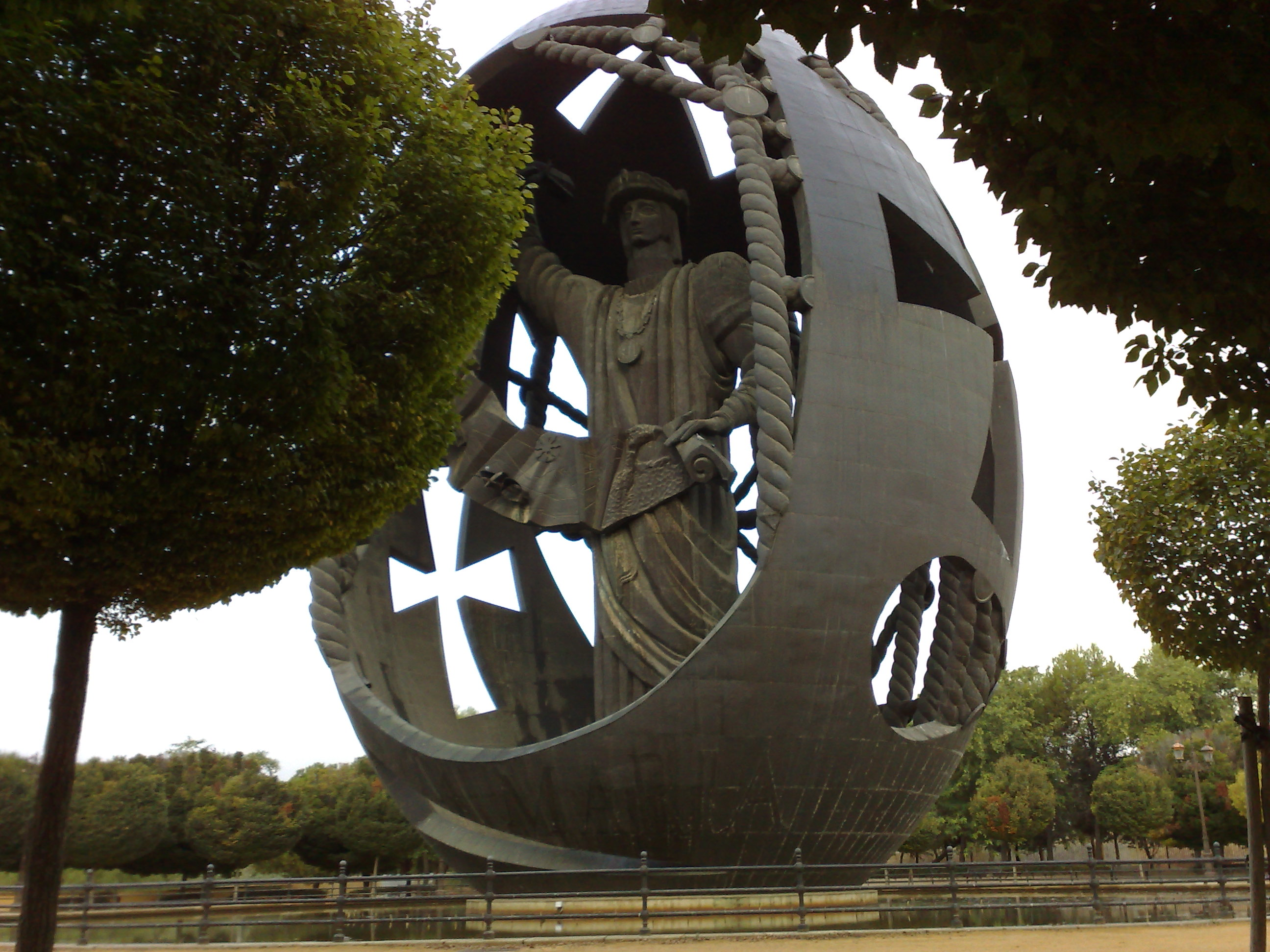
La escultura.
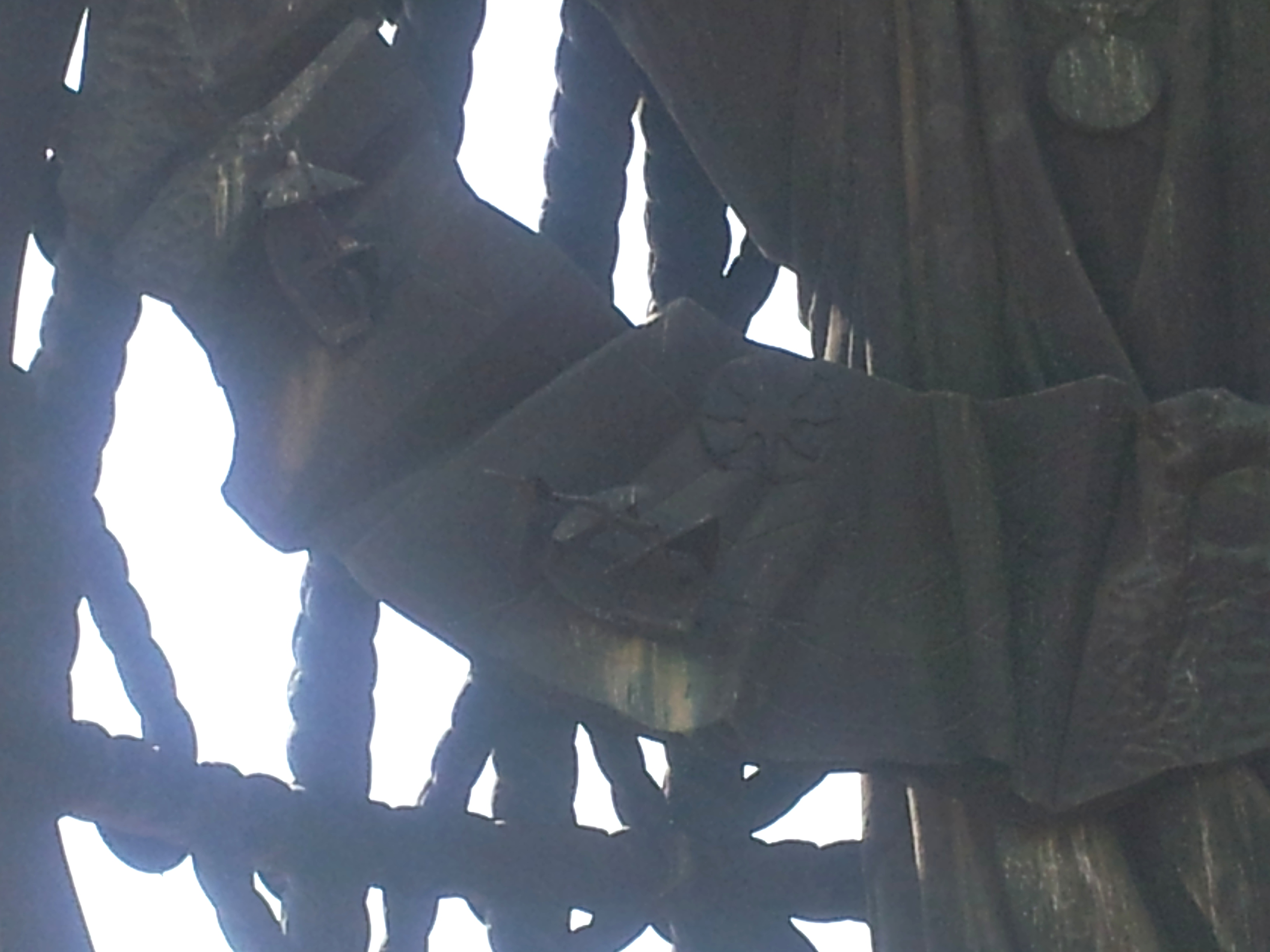
Detalle del mapa con las carabelas.